# Los rompe discotekas
Los Rompe Discotekas (estilizado como Roc La Familia and Héctor Bambino “El Father” presents: Los Rompe Discotekas) es un álbum de varios artistas de 2006 presentado por el cantante Héctor el Father. Este álbum es un smash hit de 4 estrellas, incluye éxitos como «El teléfono» junto al dúo Wisin & Yandel. Varios de los raperos invitados eran aliados o miembros de la discográfica Roc-A-Fella Records del rapero Jay-Z, quién aparece acreditado en el álbum como “El Presidente”.
Una edición especial, El Rompe Discoteka: The Mix Album con remezclas y medleys fue publicado en septiembre de 2007 bajo Machete Music y VI Music.

## Recepción
Según registros de Billboard, el álbum ha vendido 134 000 copias, según Nielsen en 2007.

## Lista de canciones

### Edición estándar (2006)
| N.º   | Título                                               | Productor(es)              | Duración |  |
| 1.    | «Intro» (Gallego)                                    | Mekka                      | 5:21     |  |
| 2.    | «Here We Go Yo» (Héctor el Father con El Presidente) | Doble A & Nales            | 3:22     |  |
| 3.    | «Yomo dele» (Yomo con Fat Joe)                       | Mekka · N.O.T.T.Y.         | 3:09     |  |
| 4.    | «El teléfono» (Héctor el Father con Wisin & Yandel)  | Tainy                      | 3:55     |  |
| 5.    | «La cama» (Alexis & Fido)                            | Mekka · Rifo Kila          | 3:28     |  |
| 6.    | «Sigue ahí» (Zion & De la Ghetto con Memphis Bleek)  | Mekka                      | 3:49     |  |
| 7.    | «Déjate llevar» (Kartier)                            | Mekka                      | 3:25     |  |
| 8.    | «Ahora son mejor» (Don Omar)                         | Mekka                      | 3:00     |  |
| 9.    | «Tiburón» (Héctor el Father, Yomo, Polaco)           | Mekka · Rifo Kila          | 3:50     |  |
| 10.   | «Eje» (Ariel “El Puro”)                              | Mekka                      | 2:50     |  |
| 11.   | «Soñando» (Polaco con Freeway)                       | Mekka · N.O.T.T.Y. · Lutek | 3:59     |  |
| 12.   | «Piyala» (Trébol Clan)                               | DJ Joe                     | 3:24     |  |
| 13.   | «Duro mueven» (Franco “El Gorila”)                   | Nesty · Víctor             | 2:48     |  |
| 14.   | «Duro» (Big Joe)                                     | Mekka                      | 2:47     |  |
| 15.   | «Vengan donde mí» (Héctor el Father con Naldo)       | Tainy                      | 4:23     |  |
| 53:28 |                                                      |                            |          |  |

Notas
- «El teléfono» contiene una interpolación de la canción de mismo nombre por Maicol & Manuel.[5]
- «Piyala» contiene un sample de «Murder, She Wrote», producido por Sly and Robbie e interpretado por Chaka Demus & Pliers.

### El Rompe Discoteka (2007)
| N.º   | Título                        | Duración |  |
| 1.    | «Intro»                       | 2:42     |  |
| 2.    | «Vamos a matarnos en la raya» | 2:45     |  |
| 3.    | «Maldades»                    | 3:26     |  |
| 4.    | «Noche de travesura»          | 4:39     |  |
| 5.    | «El Rompe Discoteka Mix»      | 2:35     |  |
| 6.    | «Ahora es que es»             | 3:03     |  |
| 7.    | «Hello Mama»                  | 3:15     |  |
| 8.    | «Voy subiendo»                | 4:16     |  |
| 9.    | «Bad Boy (Intro)»             | 0:52     |  |
| 10.   | «Envidia»                     | 0:54     |  |
| 11.   | «Ronca»                       | 0:37     |  |
| 12.   | «Tiraera 1»                   | 0:19     |  |
| 13.   | «Rumor de guerra»             | 0:42     |  |
| 14.   | «Tiraera 2 / Rumor de guerra» | 0:42     |  |
| 15.   | «No Mames Guey»               | 2:05     |  |
| 16.   | «Mirándonos»                  | 0:43     |  |
| 17.   | «Interlude»                   | 1:05     |  |
| 18.   | «Tu quieres duro»             | 3:31     |  |
| 19.   | «Te vas»                      | 2:42     |  |
| 20.   | «Sola»                        | 2:51     |  |
| 21.   | «El Rompe Discoteka»          | 4:09     |  |
| 22.   | «Bad Boy»                     | 4:07     |  |
| 23.   | «Romantiqueo»                 | 4:26     |  |
| 56:26 |                               |          |  |

## Créditos y personal
Según los créditos del álbum y de la página Allmusic.
- Héctor Bambino “El Father” – Artista principal, composición, productor ejecutivo.
- Juan “OG” Perez – Productor ejecutivo.
- Danny “Moya” Reyes – A&R.
- Miguel «N.O.T.T.Y.» Pabón – Coproductor ejecutivo, mezcla, producción.
- Gimel Keaton – Ingeniero de grabación, mezcla.
- Mekka – Ingeniero de grabación, mezcla, producción.
- Chris Gehringer – Masterización
- José Raúl «Gallego» González – Artista principal, composición.
- Shawn «Jay-Z» Carter (El Presidente) – Artista principal, composición.
- Aaron «Doble A» Pena – Composición, producción.
- Anthony «Nales» Cotto – Composición, producción.
- José Alberto «Yomo» Torres – Artista principal, composición.
- Joseph «Fat Joe» Cartagena – Artista principal, composición.
- Roberto G. «Revol» Martínez – Composición.
- Juan Morera Luna – Artista principal, composición.
- Llandel Veguilla — Artista principal, composición.
- Marco «Tainy» Masís – Ingeniero de grabación, producción.
- Ana de Jesús – Composición.
- Raúl «Alexis» Ortíz – Artista principal, composición.
- Joel «Fido» Martínez – Artista principal, composición.
- Rifo Kila – Mezcla, producción.
- Félix «Zion» Ortíz – Artista principal, composición.
- Rafael «De la Ghetto» Castillo – Artista principal, composición.
- M. Thurston «Bleek» Cox – Artista principal, composición.
- Cesar «Kartier» Batista – Artista principal, composición.
- William «Don Omar» Landrón Rivera – Artista principal, composición.
- Rafael «Polaco» Molina – Artista principal, composición.
- Ariel «El Puro» Rivera – Artista principal, composición.
- Leslie «Freeway» Pridgen – Artista principal, composición.
- E. Bonner – Composición.
- Lowell Dunbar – Composición.
- G. Martínez – Composición.
- J. Taylor – Composición.
- L. Willis – Composición.
- Héctor «Periquito» Pagan – Composición.
- Trébol Clan – Artista principal.
- Joe Rosario – Composición, producción.
- Luis Francisco «El Gorilla» Cortés – Artista principal, composición.
- Ernesto F. Padilla – Composición, ingeniero de grabación, producción.
- Víctor «El Nasi» Martínez – Mezcla, producción.
- Junior «Big Joe» Delgado – Artista principal, composición.
- Arnaldo Santos – Artista principal.

## Posicionamiento en listas
| Listas (2006)                           | Mejor posición |
| --------------------------------------- | -------------- |
| Estados Unidos (Billboard 200)          | 34             |
| Estados Unidos (Latin Rhythm Albums)    | 1              |
| Estados Unidos (Top Latin Albums)       | 1              |
| Estados Unidos (Top Rap Albums)         | 10             |
| Estados Unidos (Top Compilation Albums) | 2              |

| Lista (2006)                      | Posición |
| --------------------------------- | -------- |
| Estados Unidos (Top Latin Albums) | 23       |

## Certificaciones
| País (Certificador) | Certificación       | Ventas certificadas |
| --- | ------------------- | ------------------- |
| Estados Unidos (RIAA) | 2 × Platino (Latin) | 200 000*            |
| ^cifras de envíos basadas únicamente en la certificación xcifras no especificadas basadas únicamente en la certificación |                     |                     |